# Petronas

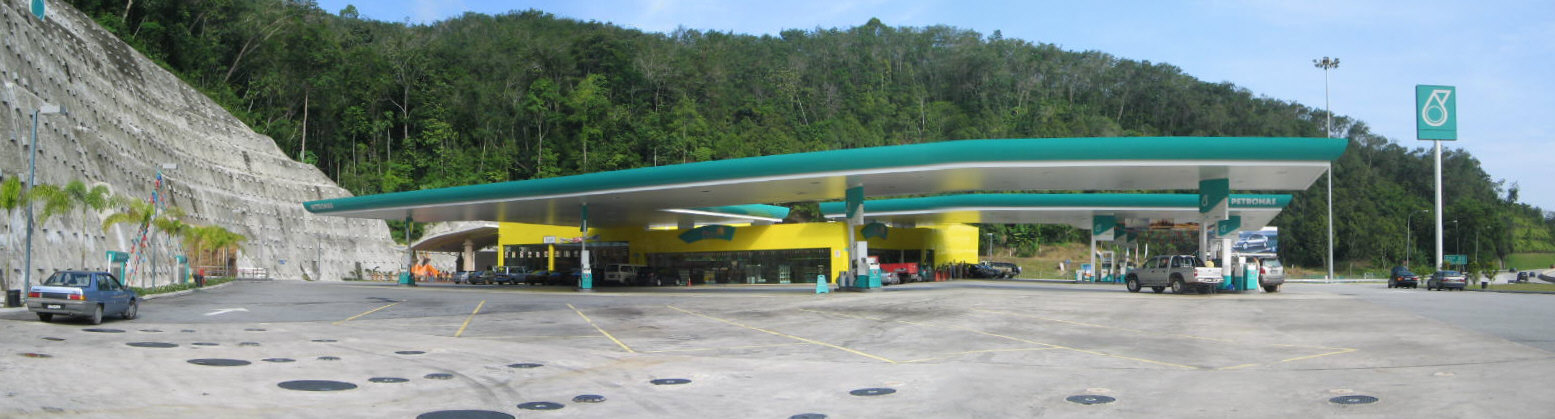
Stacja benzynowa Petronas

Petronas (skrót od Petroliam Nasional Berhad) – malezyjski koncern naftowy i gazowy, który został założony 17 sierpnia 1974 roku. Przedsiębiorstwo jest spółką publiczną. Petronas w pełni jest własnością rządu Malezji oraz ma uprawnienia do wydobywania ropy naftowej i gazu w Malezji. Petronas w 2015 r. zajęło 68. miejsce w rankingu największych przedsiębiorstw na świecie Fortune Global 500. Grupa Petronas znajduje się na 12. miejscu wśród najbardziej dochodowych azjatyckich przedsiębiorstw.
Od momentu powstania Petronas stała się zintegrowanym przedsiębiorstwem naftowym i gazowym działającym w 35 krajach. Według stanu na koniec marca 2005 roku, grupa Petronas składała się ze 103 spółek zależnych.
Przedsiębiorstwo było jednym z głównych sponsorów zespołu Formuły 1, BMW Sauber. 21 grudnia 2009 roku spółka podpisała wieloletnią umowę sponsorską z innym zespołem Formuły 1, Mercedes GP.

## Specjalizacja
Koncern zajmuje się szerokim zakresem działań w przemyśle naftowym i gazowym, w tym poszukiwaniem i wydobyciem ropy naftowej, gazu, produkowaniem i rafinacją ropy naftowej; marketingiem i dystrybucją produktów naftowych; handlem; przetwarzaniem gazu; dystrybucją skroplonego gazu ziemnego; produkcją petrochemiczną, inwestycjami w nieruchomości.
Grupa Petronas stała się pierwszym na świecie producentem olejów bazowych opartych na bazie skroplonego gazu ziemnego. Z powodzeniem przetwarza gaz wcześniej spalony. W związku z tym ma najczystszą bazę olejów, która należy do najlepszych jakościowo naftowych produktów.
Petronas stanowi istotne źródło dochodu dla rządu Malezji, 45% budżetu państwa zależy od dywidend od Petronas.
Siedziba przedsiębiorstwa znajduje się w 88-piętrowym Petronas Twin Towers, w latach 1998–2004 najwyższych budynkach na świecie, obecnie utrzymujących tytuły najwyższych bliźniaczych wież świata oraz najwyższych budynków zbudowanych przed końcem XX wieku.

## Logo Petronas
Logo Petronas zostało zaprojektowane w 1974 roku przez Dato Johana Ariffa w Johan Design Associates. Jest on również odpowiedzialny w tworzeniu logo dla wielu jednostek powiązanych z Petronas, JVs, Kuala Lumpur City Centre (KLCC), MISC, MMHE, Universiti Teknologi Petronas (UTP), Kuala Lumpur Convention Centre, Putrajaya Holdings, Prince Court Medical Centre (PCMC), PETLIN itd.

### Koncepcja logo
Logo Petronas ma geometryczny kształt kropli oleju oraz litery „P”, która jest widoczna w trójkącie przypisanej w prawym górnym rogu. Trójkąt jest niezbędnym elementem do zdefiniowania kierunku ruchu i dynamiki. Umieszczone kółko w logotypie jest interpretowane jako koło przemysłu naftowego i gazowego, wtedy jak kontur kropli symuluje układ napędowy, energię, którą uzyskujemy za pomocą oleju.
Kolor logotypu korporacji jest szmaragdowo zielony, który kojarzy się z morzem, skąd ropa i gaz są wydobywane.
Logotyp firmy o nazwie „Alpha PETRONAS” został zaprojektowany wyłącznie dla Petronas i jej spółek zależnych. Każda litera logo jest zaokrąglona, co kojarzy się z płynnością, pokazując działanie oleju.